# 하나포스닷컴
하나포스닷컴은 2002년 7월 하나넷과 드림엑스가 통합한 포털 사이트이지만 2010년 4월 1일 계약만료로 인해 하나포스닷컴과 드림엑스로 다시 분리하였다. 2004년 8월 SK브로드밴드의 자회사로 편입되었다. 다른 포털사이트와 달리 SK 브로드밴드 가입자 회원만 이용할 수 있었다. 2011년 3월 31일에 모든 서비스를 종료하며 네이트와 통합되었다.